# Svagström
Svagström är enligt svenska elsäkerhetsbestämmelser, kort uttryckt, sådan elektrisk ström som inte kan vara farlig för människor, husdjur eller egendom. Motsatsen är starkström.
Vid gränsdragningen mellan stark- och svagström är det väsentliga om anläggningen kan vara farlig eller inte. Gränsen är därför inte definierad i termer av ström, spänning eller frekvens men kan antas till spänning på 50 V. Således finns inte heller några gränsvärden uttryckta i volt, ampere eller hertz. 